# Шаламон
Шаламон (на унгарски: Salamon) е крал на Унгария от династията на Арпадите (1063 – 1074).

## Живот
Той е син на Андраш I и заема трона след смъртта на чичо си Бела I с подкрепата на германския император Хайнрих IV.
За управлението му няма много сведения, а поради ранната му възраст то не е свързано и с особени постижения. През 1068 година, подпомогнат от братовчедите си Геза и Ласло, разбива печенегите при Керлес.
Шаламон умира бездетен и е наследен от братовчед си Геза I.